# آسلایوو
آسلایوو (به لاتین: Aslayevo) یک منطقهٔ مسکونی در روسیه است که در باشقیرستان واقع شده‌است.